# Esposizione nazionale italiana di belle arti del 1922
La Quinta Esposizione Nazionale di Belle Arti si è tenuta nel 1922, presso il Museo della Permanente di Milano, "Brera alla Permanente".
La mostra non ha avuto vincoli tematici legati ad un titolo ed è nata con l'intento di documentare le più importanti opere d'arte pittorica dell'arte italiana tra i due decenni precedenti il 1900.

## Mostra
L'obiettivo della mostra è stato quello di tracciare una mappatura dei principali artisti in Italia rappresentativi di quel periodo. Sono stati invitati i primari artisti italiani, ai quali è stato richiesto di esporre un'unica opera recente ciascuno, in molti casi realizzata per l'occasione ed esposte per la prima volta, esclusivamente nella Pittura ad olio.

## Commissari e allestimento
Una commissione di curatori e storici dell'arte, composta dalle primarie personalità dell'Accademia di belle arti di Brera, ha curato l'impianto critico della mostra e selezionato gli artisti invitati a partecipare.

## Elenco degli artisti
- Carlo Bazzi con l'opera "Verso sera"
- Giuseppe Mascarini, con l'opera "Seduzione"